# Sabrina (telenovela)
Sabrina es una telenovela venezolana, realizada por RCTV en el año de 1976 y  protagonizada por Helianta Cruz Chony Fuentes y Jorge Palacios.

## Argumento
Sabrina es una muchacha humilde que vive con su madre, su hermano (quien es un delincuente juvenil) y un hombre amargado que está en silla de ruedas al que ella cree su padre, pero que en verdad no lo es. Por su parte, Alberto está casado con Blanca quién finge estar inválida para no perder a su marido quien ha dejado de amarla. Sabrina entra a trabajar como secretaria de Alberto. Entre la noble y pobre muchacha y el millonario surge el amor inmediatamente. Blanca se entera del romance y hace lo imposible por separarlos. Posteriormente se descubre que el hombre de la silla de ruedas no es el verdadero padre de Sabrina y que su verdadero padre es un hombre multimillonario que la busca sin cesar desde hace algunos años. Alberto finalmente se divorcia de Blanca y se casa con Sabrina al descubrir que Blanca sí puede caminar y lo ha estado manipulando. Pero la felicidad dura poco para Sabrina, ya que es arrollada por un auto y queda paralítica. Ella tiene un hijo de Alberto, pero Blanca se lo roba y lo cría ella. Pasan los años y aquel hijo cumple 18 años y ha crecido creyendo a Sabrina una perversa que le robó a su padre. Blanca ha enseñado al muchacho a odiar a su verdadera madre. Al final todo se aclara, Sabrina vuelve a caminar se reúne con su padre millonario y recupera a su hijo. Blanca muere y al fin, Sabrina y Alberto pueden alcanzar la felicidad.

## Elenco
- Helianta Cruz - Sabrina
- Jorge Palacios - Alberto
- Chony Fuentes - Blanca
- Mahuampi Acosta †
- Flor Ascanio
- Rolando Barral †
- Dolores Beltrán †
- Enrique Benshimol †
- Marisela Berti
- Luis Calderón †
- Hilda Carrero † - Rosita
- Argenis Chirivela †
- Eduardo Cortina †
- María Escalona †
- Amanda Gutiérrez
- Guillermo Ferrán
- Carlos Flores
- Zulay García
- Mauricio González
- Violeta González †
- Roberto Gray - Chano
- Regino Jiménez
- Gioia Lombardini
- Mechita Marcano
- Carlos Márquez †
- Agustina Martín †
- Alejandro Mata
- Héctor Mayerston †
- Ignacio Navarro †
- Carlos Olivier †
- Fernando Ortega †
- Nelson Ortega
- Nerón Rojas †
- Regina Romano
- Mario Santa Cruz
- León José Silva

## Versiones
Sabrina es una versión de la radionovela La huerfanita  de Olga Ruilópez, otras versiones son:
- Soledad, telenovela realizada en Argentina por ATC en 1982. Protagonizada por Cristina Lemercier y Gerardo Romano.
- Maria Laura, telenovela realizada en Venezuela por RCTV en 1983. Protagonizada por Loly Sánchez y Javier Vidal (Versión libre)
- Adriana, telenovela realizada en Venezuela por RCTV en 1985. Protagonizada por Tatiana Capote y Franklin Virgüez.
- Preciosa, telenovela mexicana realizada por Televisa en 1998, protagonizada por Iran Castillo y Mauricio Islas.